# حد ضرر
حد ضرر (به انگلیسی: Stop loss) یکی از اصطلاحات رایح در معامله گری می باشدکه معامله گران برای مدیریت ریسک معاملات خود از آن استفاده می کنند.این عدد توسط معامله گران می شود و در صورتی که قیمت دارایی مد نظر از آن عدد پایین تر رود موقعیت معاملاتی فرد بسته شده و فرد از معامله بیرون می آید.

## انواع حد ضرر
حد ضرر مقدار مشخصی ندارد.غالباً توصیه می شود که بیش از 2%از کل دارایی فرد نباشد. معامله گران بر اساس اینکه چه استراتژی معاملاتی دارندو یا چه دارایی را معامله می کنند ممکن است حد ضرر های متفاوتی داشته باشند. 
معامله گر های نوسانی که قصد دارند کف و سقف قیمت را شکار کنند با توجه به اینکه امکان خطا نسبتاً زیاد است حد ضررهایی بسیار نزدیک قرار می دهند. در طرف مقابل معامله گرهای روندی از حد ضرر های نسبتاباز استفاده می کنند چراکه ممکن است در یک روند، قیمت اصلاحات موقتی داشته باشد.

## مدیریت ریسک معاملات
با استفاده از حد ضرر می توان سایز موقعیت معاملاتی را برای مدیریت ریسک بهینه سازی کرد. بدین ترتیب که با مشخص کردن مقدار ریسک مجاز یا همان حد ضررمجاز که معمولاً درصدی از دارایی است و تعیین نسبت سود به زیاد برای معامله تعیین کرد که حداکثر از چه سایزی برای موقعیت معاملاتی می توان استفاده کرد.